# HD76369
HD76369 — хімічно пекулярна зоря спектрального класу A4, що має видиму зоряну величину в смузі V приблизно 7,0.
Вона  розташована на відстані близько 318,5 світлових років від Сонця.

## Фізичні характеристики
Зоря HD76369 обертається 
досить швидко 
навколо своєї осі. Проєкція її екваторіальної швидкості на промінь зору становить Vsin(i)= 65км/сек.